# Реїміро

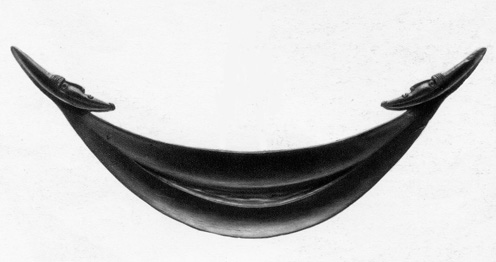
Нагрудник реїміро, знайдений 1882 році

Реїміро — пектораль, полінезійський нагрудник, широко поширений на острові Пасхи. Має форму півмісяця, яка може бути інтерпретована як полінезійське каное. Реїміро могло бути частиною захисної амуніції воїна і вождя. Ймовірно, походить від бойового спорядження, який захищав верхню частину грудей і плечі. Зображення реїміро використовується на прапорі острова Пасхи.

## Опис
Реїміро виготовляється в основному з дерева тороміро, яке зустрічається виключно на острові Пасхи. Іноді зустрічаються реїміро зроблені з китової кістки та інших матеріалів.
Велика частина реїміро має форму півмісяця. Є різні думки з приводу того, що символізує форма реїміро. Згідно однієї гіпотези форма нагрудника інтерпретована як полінезійське каное. За іншою, нагрудник уособлює собою місяць.
Найбільш поширеною конструкцією реїміро є дошка з півмісяцем симетричної форми, з тонко вирізаного і полірованого дерева. Уздовж увігнутої вершини проходить тонкий, поглиблений канал, сенс якого невідомий.
Кінці більшості реїміро прикрашені зображенням людської голови. Голови нахилені всередину, у напрямку лицем до лиця. У деяких реїміро замість людських облич є мушлі або курячі голови.
Існуючі екземпляри майже завжди мають два отвори ввігнутої форми в середині. Через них просмикувалися мотузки, в декількох випадках вони були зроблені з людського волосся.
Тільки два реїміро з тих, які знаходяться в Британському музеї в Лондоні, прикрашені розписом ронгоронго. Один примірник має тільки два символи між двома отворами для мотузки, інший — стрічку з 46 елементами вздовж опуклої основи.
Також існують реїміро у вигляді тіл тварин, які не мають симетричної форми. У музеї єпископа Береніса П. в Гонолулу представлений зразок реїміро у вигляді вигнутого курячого тіла, а в колекції Геттінгенського університету, в формі зігнутої риби. Ці зразки також мають характерне поглиблення у формі півмісяця спереду і отвори для підвісної мотузки.
Розміри реїміро різні, проте стандартна форма становить від 24 до 92 см в довжину, від 7 до 35 см у висоту і товщиною близько 3 см.

## Галерея
- Файл:Reimiro.jpg

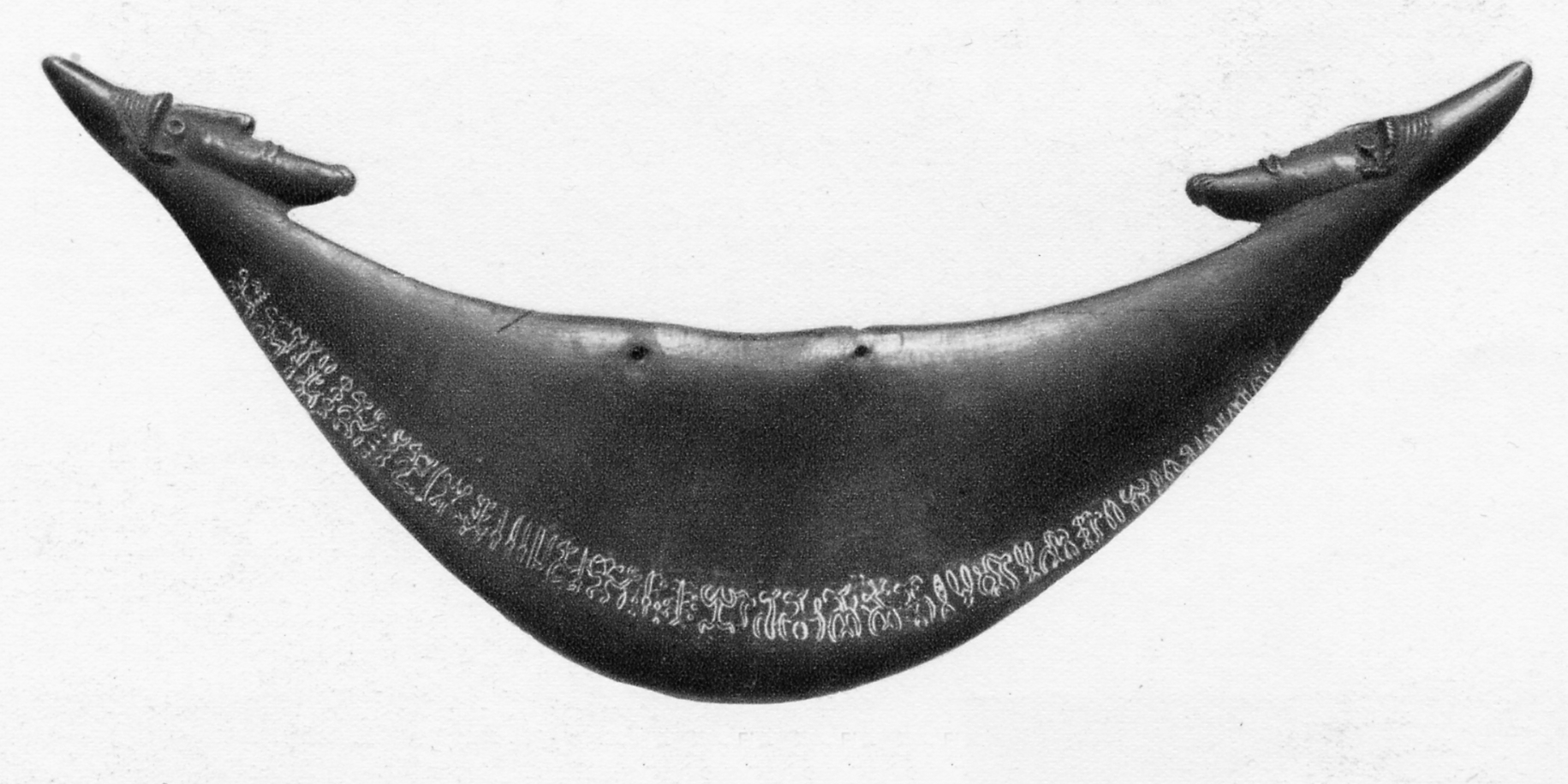
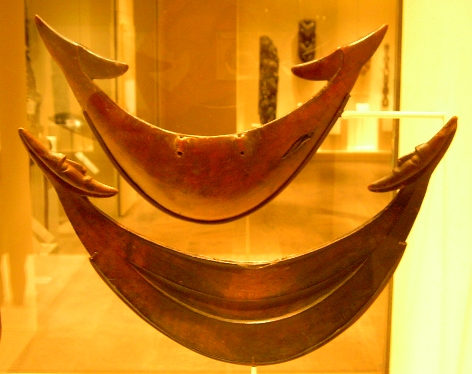
Реїміро на прапорі острова Пасхи

## В інших частинах Океанії

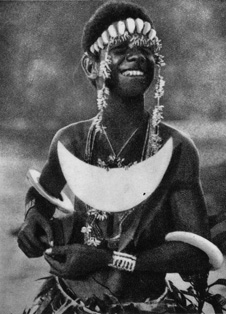
Нагрудник реїміро на Соломонових Островах

Реїміро острова Пасхи унікальні у своєму декорі та художній досконалості, але зразки реїміро зустрічаються і в інших районах південної частини Тихого океану. Вожді племен на Маркізьких островах носили візерунчастий, проте менш ретельно оформленим дерев'яним орнаментом нагрудники. Аналогічні нагрудники були виявлені в Новій Гвінеї, Соломонових островах, Самоа, Гаваях, Островах Товариства та у новозеландських маорі. Тур Хейєрдал також вказує на схожість з нагрудниками індіанців у Південній Америці (Тіауанако).